# Jusqu'à la lie (film)
Pour plus de détails, voir Fiche technique et Distribution.
Jusqu'à la lie est un drame psychologique français écrit et réalisé par Christian Le Hémonet, sorti en 2019.

## Synopsis
Huit ans après qu'un pacte ait été conclu entre eux, Charlotte, harcelée au téléphone cède et accepte le rendez-vous d'Ulysse qu'elle prévoit particulièrement éprouvant. Un inavouable secret les lie. Autrefois endettée elle avait alors accepté l'inacceptable. Ce beau célibataire qu'un ami lui avait présenté était-il l'amoureux inconsolable d'une liaison passée ou un déséquilibré ? Et cet enfant qu'elle évoque à mi-mots est-il vivant, mort ou imaginaire ? Durant tout un après-midi ce couple improbable se déchirera, d'abord à fleurets mouchetés, puis de plus en plus violemment jusqu'au cruel dénouement.

## Fiche technique
- Titre : Jusqu'à la lie
- Réalisateur : Christian Le Hémonet
- Scénario : Christian Le Hémonet
- Photographie : Alban Ferrand
- Montage : Yves Guiffray et Christian Le Hémonet
- Décors : Christian Le Hémonet
- Musique : David Gordon Trio, Thierry Pierre et Papy Malo
- Son : Stefan Hofmann et Stéphane Torré
- Producteur : Christian Le Hémonet
- Tournage : Cannes, Îles de Lérins, Théoule, Mougins
- Pays de production :  France
- Langue originale : français
- Genre : Film dramatique psychologique, thriller
- Durée : 103 minutes
- Visa d'exploitation : 151.354
- Dates de sortie : France - 13 septembre 2019 à Cannes ; 23 octobre 2019 sortie nationale

## Distribution
- Yann Lerat : Ulysse
- Cécile Peyrot : Charlotte
- Annabelle Veltri : Allyson
- Franck Vidal : Duck
- Manuel Bonnet : Franck
- Murray Melvin : le vieil anglais
- Frank Hochuli : Gunther
- Valentina Veltri : Tini
- Ludivine Colle : la serveuse

## Critiques
- « Élégant et sophistiqué ce long métrage tourné à Cannes bénéficie d'un scénario audacieux et d'un casting attachant » (Gérard Crespo)[1]

- « Une descente fascinante et sans complaisance ni concession dans le Maelström des passions et des sentiments » (Gilles Gressard)[2]